# Maireana pentagona
Maireana pentagona är en amarantväxtart som först beskrevs av R. H. Anderson, och fick sitt nu gällande namn av Paul G. Wilson. Maireana pentagona ingår i släktet Maireana och familjen amarantväxter. Inga underarter finns listade i Catalogue of Life.